# Dendrocalamus poilanei
Dendrocalamus poilanei är en gräsart som beskrevs av Aimée Antoinette Camus. Dendrocalamus poilanei ingår i släktet Dendrocalamus och familjen gräs. Inga underarter finns listade i Catalogue of Life.